# Thum Ping Tjin
Thum Ping Tjin (覃炳鑫S, Tán BǐngxīnP; Singapore, 17 dicembre 1979) è un ex nuotatore singaporiano, che ha partecipato alle Olimpiadi estive di Atlanta 1996.